# Clastobryella koningsbergeri
Clastobryella koningsbergeri là một loài rêu trong họ Sematophyllaceae. Loài này được (M. Fleisch.) Nog. mô tả khoa học đầu tiên năm 1971.